# Reminiscentie
Reminiscentie is volgens Van Dale "een gedachte aan een verschijnsel uit het verleden, dat overeenkomst vertoont met een huidige waarneming". Het is een aspect van het menselijk geheugen en herinnering.
Als je bijvoorbeeld een oude vakantiehit hoort (huidige waarneming) is de kans groot dat je meteen beelden voor je ziet van de locatie waar je dezelfde muziek (verschijnsel uit het verleden) in die betreffende vakantie zo vaak hebt gehoord. Tevens komen er dan herinneringen aan die vakantie naar boven. Dit verschijnsel kan zich ook voordoen bij het ruiken van een bepaalde geur of het zien van een voorwerp, foto enz.
Reminiscentiewerk maakt in de ouderenzorg gebruik van dit fenomeen.
Reminiscentiewerk bestaat uit interventies die bedoeld zijn om herinneringen aan verwerkte ervaringen op te roepen en vervolgens deze herinneringen mondeling, schriftelijk of beeldend vorm te geven. Het doel van reminiscentiewerk is:
1. Recht doen aan de identiteit van de deelnemer, waardoor een bijdrage geleverd wordt aan het gevoel van welbevinden.
2. Presentatie van de beleving van het eigen verleden.

Het wetenschappelijk bewijs voor de effectiviteit van reminiscentie bij dementerenden is mager en beter onderzoek is hard nodig.